# Oficina d'afers de desarmament
L'Oficina d'afers de desarmament (nom oficial en anglès: UN Office for Disarmament Affairs) o UNODA és una oficina de les Nacions Unides amb l'objectiu de promoure el desarmament nuclear, la no proliferació així com l'enfortiment dels règims de desarmament en relació amb altres armes de destrucció massiva, armes químiques i biològiques. Va ser creada el primer de gener del 1998 pel Secretari General Kofi Annan en aplicació del seu projecte de reforma presentat el juliol de 1997. A més de la seu central a Nova York, te oficines regionals a Lalitpur (Nepal), Viena (Àustria), Lomé (Togo) i Lima (Perú).